# Liste der Biografien/Rih
Liste der Biografien |
Portal Biografien |
Personensuche
# |
A |
B |
C |
D |
E |
F |
G |
H |
I |
J |
K |
L |
M |
N |
O |
P |
Q |
R |
S |
T |
U |
V |
W |
X |
Y |
Z |
?
 
Ra |
Rb |
Rd |
Re |
Rh |
Ri |
Rj |
Rk |
Rl |
Rm |
Rn |
Ro |
Rr |
Rs |
Rt |
Ru |
Rv |
Rw |
Rx |
Ry |
Rz
 
Ria |
Rib |
Ric |
Rid |
Rie |
Rif |
Rig |
Rih |
Rii |
Rij |
Rik |
Ril |
Rim |
Rin |
Rio |
Rip |
Riq |
Rir |
Ris |
Rit |
Riu |
Riv |
Riw |
Rix |
Riy |
Riz
Die Liste der Biografien führt alle Personen auf, die in der deutschsprachigen Wikipedia einen Artikel haben. Dieses ist eine Teilliste mit 40 Einträgen von Personen, deren Namen mit den Buchstaben „Rih“ beginnt.

## Rih

### Riha
- Říha, Bohumil (1907–1987), tschechischer Romancier und Kinderbuchautor
- Riha, Carl (1923–2012), österreichischer Opernregisseur
- Riha, Emilie (1921–2005), Archäologin mit Schwerpunkt auf römischen Metallfunden
- Riha, Fritz (1921–2016), österreichischer Schriftsteller und Kabarettist
- Riha, Georg (* 1951), österreichischer Filmemacher
- Riha, Hans (1910–1962), österreichischer Metallarbeiter, Industrieller, Gewerkschaftsfunktionär, Politiker, Landtagsabgeordneter
- Říha, Jan (1915–1995), tschechoslowakischer Fußballspieler
- Riha, Karl (* 1935), deutscher Schriftsteller und Literaturwissenschaftler
- Riha, Manfred (* 1956), österreichischer Radiomoderator und DJ
- Říha, Martin Josef (1839–1907), Bischof von Budweis
- Riha, Maurus (1889–1971), österreichischer Ordensgeistlicher, Abt der Benediktinerabtei Michaelbeuern
- Říha, Miloš (1958–2020), tschechischer Eishockeyspieler und -trainer
- Riha, Monika (* 1956), österreichische Politikerin (ÖVP), Landtagsabgeordnete und Gemeinderätin
- Riha, Ortrun (* 1959), deutsche Medizinhistorikerin
- Riha, Susanne (* 1954), österreichische Sach- und Kinderbuchautorin und Illustratorin
- Říha, Tomáš (* 1984), tschechischer Handballspieler
- Řihakova, Andrea (* 1978), slowakische Fußballspielerin
- Rihana, Nadschib (1889–1949), ägyptischer Film- und Theaterschauspieler
- Rihani, Amin al- (1876–1940), libanesischer Schriftsteller
- Rihanna (* 1988), barbadische R&B- und Pop-SängerinRihanna (* 1988)

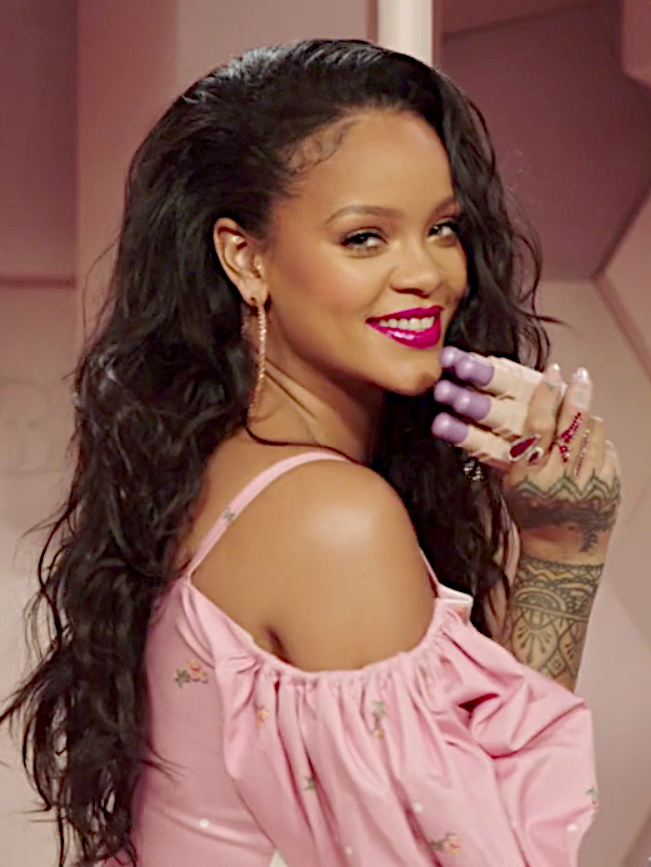
Rihanna (* 1988)

- Rihar, Gregor (1796–1863), slowenischer Komponist

### Rihe
- Rihetzky, János (1903–1976), ungarischer Ringer

### Rihh
- Rihheri, Graf im Bairischen Ostland

### Rihl
- Rihl, Stefan (* 1968), deutscher Schauspieler

### Rihm
- Rihm, Alexander (1904–1944), deutscher Grafiker und Maler
- Rihm, Werner (1930–2006), Schweizer Feldhandballspieler und Grossrat
- Rihm, Willi (1936–1983), deutscher Fußballspieler
- Rihm, Wolfgang (1952–2024), deutscher Komponist, Musikwissenschaftler und EssayistWolfgang Rihm (1952–2024)

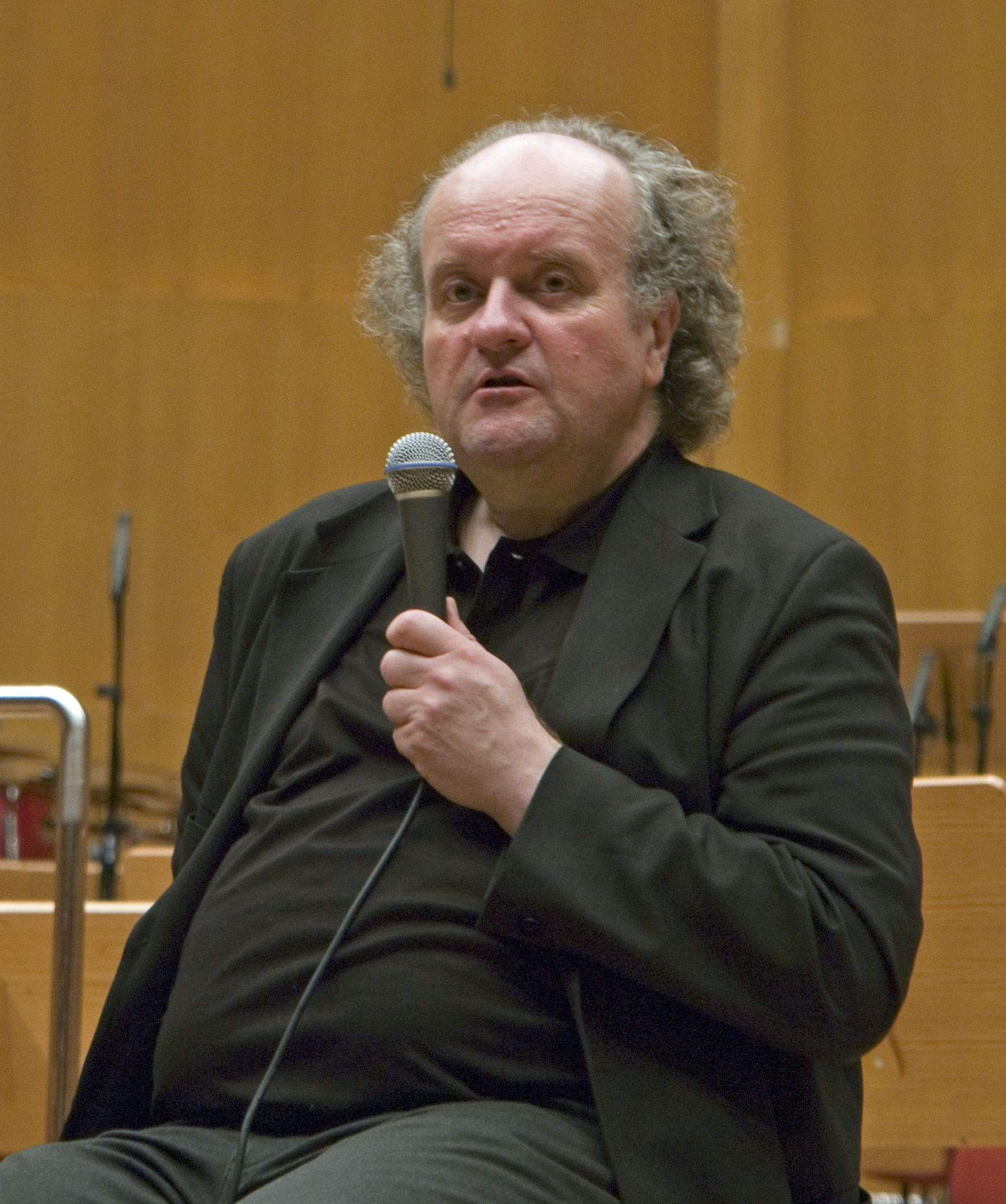
Wolfgang Rihm (1952–2024)

### Riho
- Rihoit, Catherine (* 1950), französische Schriftstellerin
- Rihosek, Johann (1869–1956), österreichischer Ingenieur und Lokomotiv-Konstrukteur
- Řihošek, Miroslav (1919–1997), tschechoslowakischer Weitspringer, Sprinter und Dreispringer
- Říhová, Blanka (* 1942), tschechische Immunologin
- Říhovský, Vojtěch (1871–1950), tschechischer Musiker und Komponist

### Rihs
- Rihs, Andy (1942–2018), Schweizer Unternehmer
- Rihs, Christoph (* 1957), Schweizer Künstler
- Rihs, Hans-Ueli (* 1944), Schweizer Unternehmer
- Rihs, Oliver (* 1971), Schweizer Regisseur, Drehbuchautor und Filmproduzent

### Riht
- Rihtar, Miha (* 1981), slowenischer Skispringer
- Rihtar, Neven (* 1986), kroatischer Badmintonspieler
- Rihters, Edgars (1887–1931), lettischer Radrennfahrer